# Hugo Mayo
Miguel Augusto Egas Miranda (Manta, Ecuador, 24 de noviembre de 1895 - 5 de abril de 1988), conocido artísticamente como Hugo Mayo; fue un escritor y poeta que desarrolló la mayor parte de su obra en Guayaquil. Fue parte de la vanguardia literaria del Ecuador de la primera mitad del siglo XX junto a Pablo Palacio y Humberto Salvador; y su estilo era considerado de corte dadaísta. Por la forma de publicación su obra se mantuvo dispersa y no fue hasta el final de su vida cuando fue publicada de manera consolidada.
De parte del autor, solamente se editó personalmente un libro llamado Dolor adentro, el resto de su obra sería recopilada en varios poemarios, antologías y colecciones. De esta manera se daría a conocer, alcanzando reconocimiento en su país en la etapa final de su carrera. Aunque su obra ya era valorada durante el auge de la vanguardia en la década del veinte cuando formó parte del Índice de la Poesía Americana, recopilado por Vicente Huidobro y Jorge Luis Borges.

## Biografía
Nació en Manta, pero se mudó en 1908 a Guayaquil con sus dos hermanos menores. Realizó sus estudios secundarios en el Colegio Vicente Rocafuerte, luego ingresó a estudiar leyes, aunque no terminó la carrera.

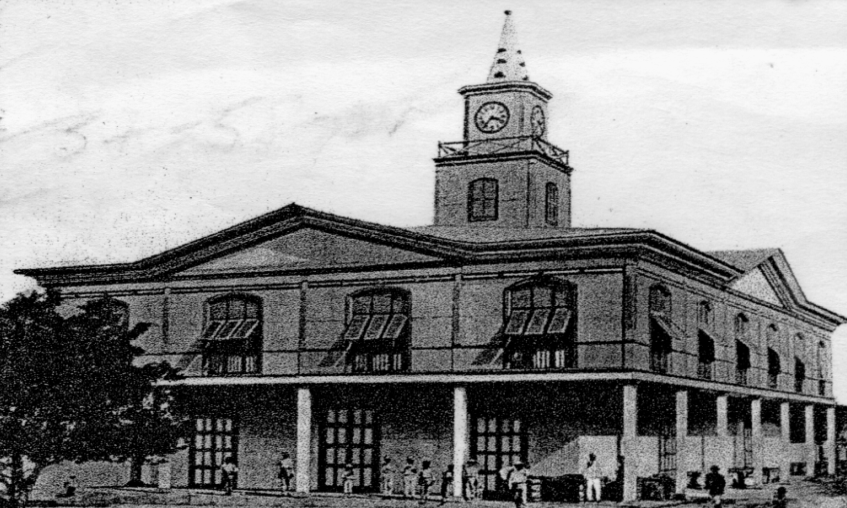
Edificio antiguo de la aduana en Manta, Ecuador 1910

Fue siempre una persona iconoclasta y asumió su rol como poeta seriamente. Esto hizo que su identidad personal y literaria sean tan independientes que llegó a declarar que "nunca escribió nada, el que escribe es Hugo Mayo". De manera personal trabajaba en la oficina de impuestos de Guayaquil, pero literariamente creó un irreverente universo poético que lo hizo famoso en todo Ecuador como un individuo alocado, solitario y extravagante. 
Como anécdota las revistas y páginas de publicación de Quito llegaron a pedir un manicomio o la cárcel porque sus inquietantes poemas hicieron creer a algunos que se trataba de un caso de enfermedad mental. Esto ocurriría un 16 de julio de 1927 cuando publicó en la revista guayaquileña Savia su obra «Poemas machos»
En su entrevista con el bibliófilo Carlos Calderón Chico, Hugo Mayo describió cómo se originó esta actitud rebelde expresada a través de su literatura: de niño fue testigo de la revolución liberal anticlerical y de la muerte de su líder, el general Eloy Alfaro, secuestrado y quemado por una turba enfurecida. Hacía referencia a la revolución liberal de Ecuador que se desencadenó en 1895. Estos acontecimientos conmovieron a Ecuador y personalmente despertaron en él la necesidad de escribir poemas que se rebelaran contra la sintaxis y la semántica tradicionales. 
Esto hace que al estudiar su obra, la genealogía de su elección por las propuestas del dadaísmo se remonte a la historiografía de su país y a su experiencia personal. Por otro lado, es importante recalcar que Hugo Mayo pertenecía a una familia acomodada de la ciudad, lo que le facilitó el acceso a la literatura europea de reciente publicación. 
Recibió una condecoración nacional el 25 de junio de 1970.Además en Centro Cívico Ciudad Alfaro, se inauguraría una sala literaria en su honor en 2019.

## Análisis de la obra

### Pseudónimo
Oficialmente Miguel Augusto Egas eligió el nombre de Hugo Mayo debido a que Víctor Hugo era uno de sus escritores favoritos, mientras que el apellido lo tomó al ser uno de los meses de la primavera en Europa. Se presentaría como Hugo Mayo con un poema titulado Me identifico, donde presentaría no solamente datos biográficos sino también sería una introducción a su estilo:

Soy Hugo Mayo, un poeta distinto

Soy a mi manera
–Como temo intoxicaros, olvidad que soy poeta
Les permito llamarme como quieran–
Al mundo llegué, según mis padres, el día domingo,
Cuando apenas el alba se pintaba
Noviembre 24 señalaba el calendario
Mi cuna: un fondeadero; Manta
Manta entonces era pequeña y paupérrima
Hoy, puerto con rompeolas, ciudad que maravilla,
Aunque le pese a cualquier otro puerto
Mi rebeldía, como mi mar, la doy en tumbos
Poseo la reciedumbre del algarrobero
Mis primigenios: un bosque y un océano
Así, la engendración de savias y aguasal,

a no dudarlo, he sido, soy y sigo siendo.
Me identifico - Hugo Mayo

### Las vanguardias
Fue incluido por Manuel Maples Arce en la lista de “fundadores de la nueva poesía universal” que fue publicado en Primer Manifiesto Estridentista. También fue citado junto a autores de la época como Alberto Hidalgo, Vicente Huidobro y Jorge Luis Borges en su Índice de la Poesía Americana (1926). Por otro lado, José Carlos Mariátegui lo nombró corresponsal de Amauta en Ecuador. Siempre es incluido en las antologías de la poesía vanguardista como la de Guillermo de Torre titulada Historia de las literaturas de vanguardia (1965), Sainz de Robles en Los movimientos literarios (1957), Simón Latino en Antología de la Poesía Ecuatoriana Contemporánea (1959), Teoría del Creacionismo de Antonio de Undurraga (1961), Historia de la Literatura Hispanoamericana de Julio A. Leguizamón. 

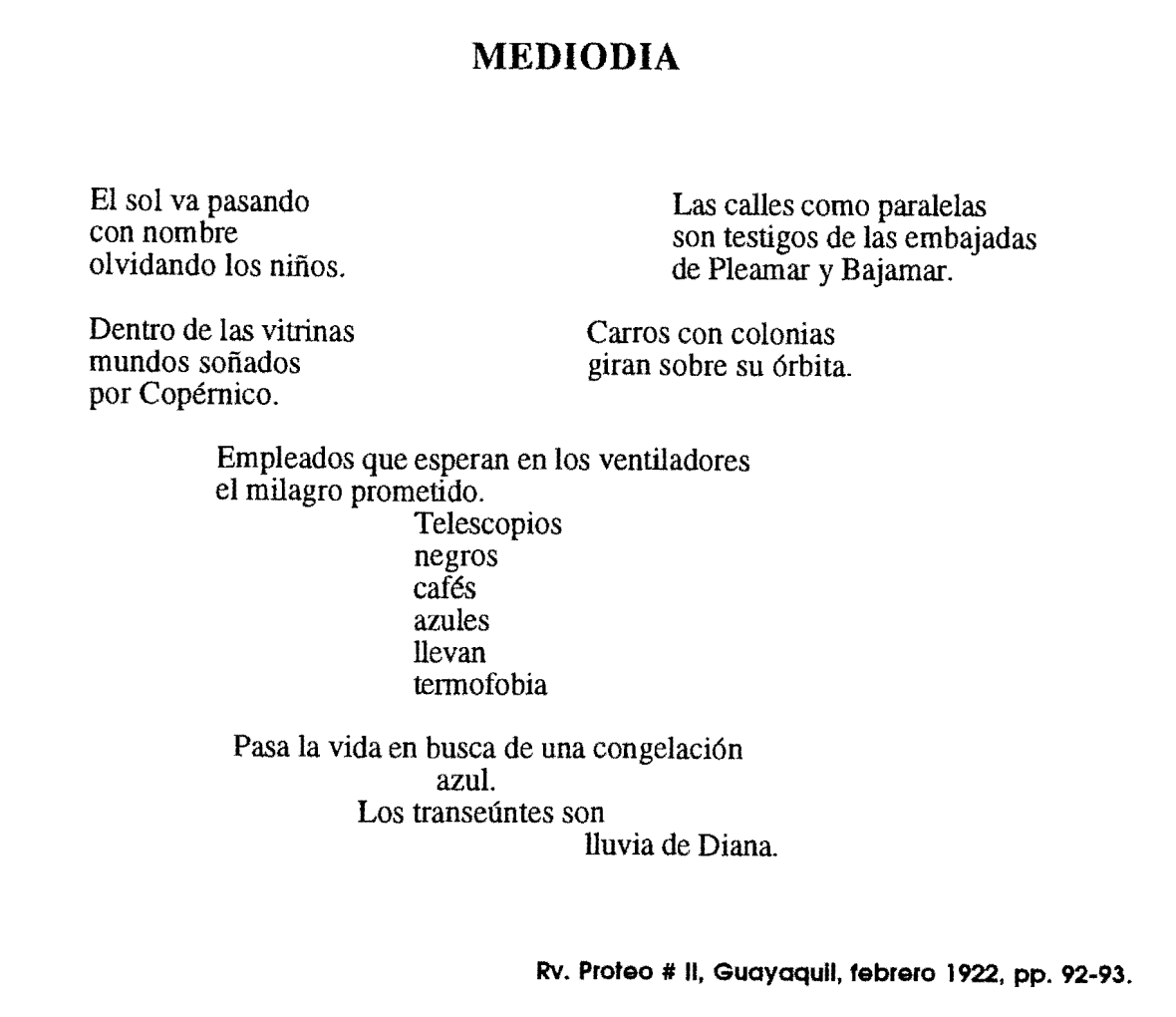
Poema Mediodía, correspondiente a la primera etapa de su obra vanguardista. Publicado en la revista Proteo N°11

De manera más contemporánea formó parte de la Antología de la poesía latinoamericana de vanguardia (1916-1935) publicada en 1995 y en Antología de la Poesía Ecuatoriana del Siglo XX del año 2007. Dentro de otros poetas latinoamericanos y europeos con los que tuvo correspondencia se incluye a Alfonsina Storni, Oliverio Girondo, Nicanor Parra, Luisa Luisi, Blanca Luz Brum, Paul Eluard y Vicente Huidobro. Además, escribió en revistas como la Cervantes (1916-1926), Grecia (1918-1920) y Creación (1921-1924).
Es considerado junto a Pablo Palacio y Humberto Salvador como uno de los principales representantes del vanguardismo literario en Ecuador. Esta literatura no se enfocaba meramente en el realismo social que estaba de moda en muchos autores de ese momento y también rompía con el estilo modernista de finales del siglo XIX e inicios del XX que se había desarrollado en Ecuador con los autores de la Generación decapitada en el verso y Gonzalo Zaldumbide en la narrativa. Su ruptura era sin embargo radical, lo que a su vez diferenció a esta literatura de los autores posmodernistas como fueran Jorge Carrera Andrade, Gonzalo Escudero y Alfredo Gangotena.

### Recepción y crítica de su obra

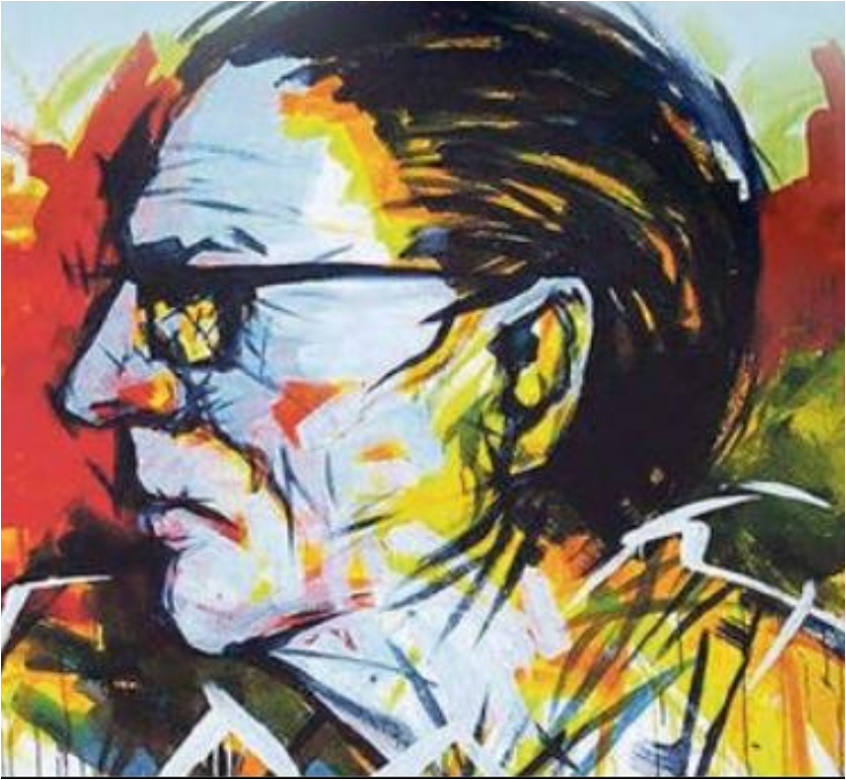
Mural a Hugo Mayo por el artista Freddy Fiallos en Manta

Hugo Mayo fue uno de los poetas más destacados de la vanguardia en Ecuador. Sin embargo su obra no fue descubierta ni apreciada cuando fue publicada. Esto en parte a que durante los primeros años de su actividad poética publicó muy poco en el Ecuador. Cuando lo hizo, optó por revistas y periódicos de poca circulación, lo cual dificultaba el acceso a sus escritos. Posteriormente, tampoco se recogió su producción en un volumen concreto lo que la mantuvo fraccionada. Un caso similar sucedería con el poeta romántico Julio Zaldumbide, que muchos años más tarde vería recopilada sus obras y reeditada finalmente.
Su obra se caracteriza por tener una actitud de desafío, lucha, rebeldía con una negativa a dejarse asimilar fácilmente y con el objetivo de abrazar radicalmente la libertad artística a través de escritos existenciales, lúdicos, sarcásticos e irónicos. Los temas que incluiría serían muy variados como:

La geometría; el cosmos; el mundo de los números que irán tomando formas simbólicas, figuras que entran en contacto con el mundo de lo cotidiano, lo religioso; la multiplicidad de tiempos, lo erótico, lo esotérico; que dejan al descubierto la esfera interna del poeta y revela un proceso que busca el descubrimiento de su ser en el mundo por medio de la acción potenciadora y lúdica de las palabras.
Hugo Mayo, Vanguardia renovación y silencio - Jackelin Verdugo Cárdenas

El crítico literario Hernán Rodríguez Castelo describiría su obra de la siguiente manera:

Del veinte al treinta hay en nuestro país fervor por unirse a esas expediciones de vanguardia. Nacen las revistas Síngulus, Proteo y, sobre todo, Motocicleta, subtitulada «Índice de la poesía de vanguardia». El alma de todas ellas fue Hugo Mayo, y en Motocicleta lo fue todo: el dueño del taller, el mecánico que urdía sus divertidas piezas y el piloto que echaba a correr vertiginosamente esa «motocicleta» espantando a gazmoños que aún circulaban en coches de caballos. Hugo Mayo fue, además, el único gran poeta de ese empeño y el que persistió, en austera soledad, en el quehacer sin abdicar nunca de un fresco y libre espíritu vanguardista.

No fueron sólo las excentricidades —necesarias en la hora de ruptura— de Dadá: era el goce de la libertad creadora que los dadaístas habían estrenado. Hugo Mayo, libre, no ejercía esa libertad en la epidermis del trabajo lírico. «Me quemo en lo esencial», proclamaba («Los insomnios»). Pudo por ello calar con ese instrumental renovado en la angustia humana («La vida es un traspié») y esa libertad le permitió aprovecharse del tesoro acumulado por el Modernismo, musical y rítmico. Su ritmo manejó por igual la quiebra versal que los serenos endecasílabos de «Poema turbio». Y el ritmo cobraría poderes para evocar los motivos («Presencia de la golondrina»). Igual libertad en la sintaxis, que llegó a los más audaces extremos de la parataxis, que corta y une con efectos inéditos —entonces y aun mucho después— de sorpresa y choques semánticos de los que saltan chispas y luz.
Poesía ecuatoriana I - Hernán Rodríguez Castelo

## Listado de publicaciones

### Lista de publicaciones

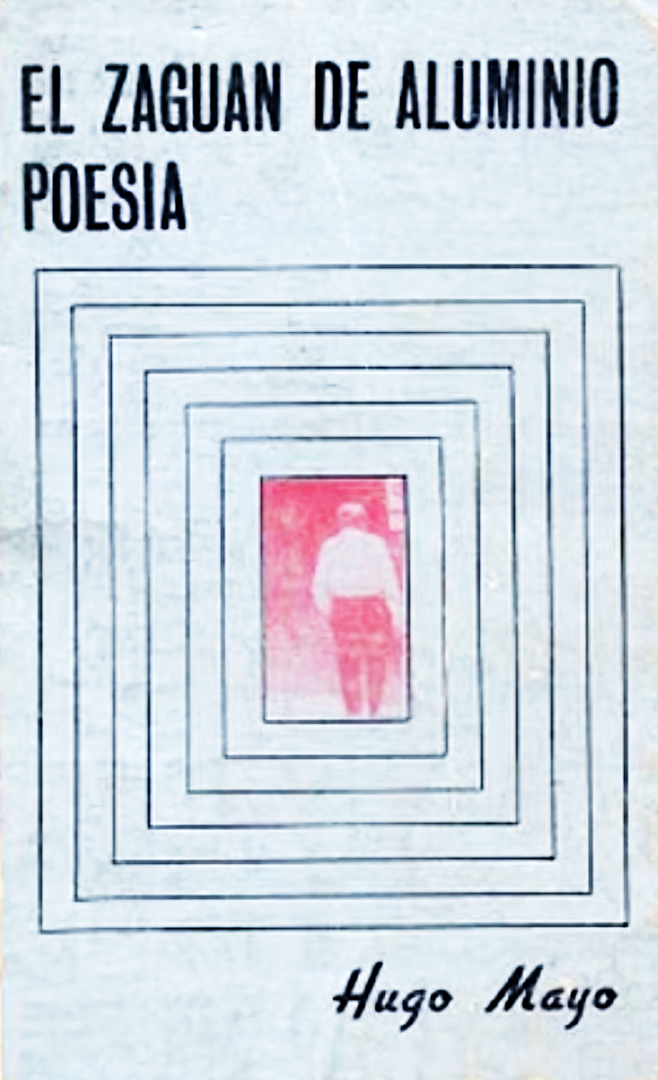
El zaguán de aluminio por Hugo Mayo

Dado el estilo fraccionario ya la manera en la que el autor decidió presentar su obra, sus poemas fueron recopilados posteriormente y publicados en poemarios que no fueron presentados por el autor. El único caso en donde esto sí ocurrió es con el libro Dolor adentro, donde el prólogo es una carta escrita a su hijo.Su obra más famosa sin embargo es El zaguán de aluminio, que fue escrito originalmente en 1921, pero el único manuscrito se perdió. Por esta razón lo publicaría en 1982, durante la etapa final de su vida.
- Poemas de Hugo Mayo (1976), 22 pp.
- El regreso (1973), 18 pp.
- Dolor adentro, publicación por el propio autor (1974), 56 pp.
- El zaguán de aluminio (1982), 95 pp.[4]
- Chamarasca (1984), 61 pp.[10]
- Colección la rosa de papel, antología de su poesía, (1986)
- El puño en alto, poesía revolucionaria, (1992)

### Revistas
Creó su primera revista, de nombre Singulus en 1921, año en que además tomó el seudónimo de Hugo Mayo. Fundaría posteriormente la revista Proteos pero serían las publicaciones de la revista Motocicleta, también fundada por él, en enero de 1924 que lo harían conocer.